# Bulbostylis basalis
Bulbostylis basalis är en halvgräsart som beskrevs av Francis Raymond Fosberg. Bulbostylis basalis ingår i släktet Bulbostylis och familjen halvgräs.
Artens utbredningsområde är Aldabra. Inga underarter finns listade i Catalogue of Life.